# خانه ناظم
خانه ناظم مربوط به دوره پهلوی اول است و در سیرجان، محله باغ بمید واقع شده و این اثر در تاریخ ۷ مهر ۱۳۸۱ با شمارهٔ ثبت ۶۱۳۱ به‌عنوان یکی از آثار ملی ایران به ثبت رسیده است.